# Ranger 2
Ranger 2 – niedoszła amerykańska bezzałogowa sonda kosmiczna, druga z serii Ranger, mającej testować nowe technologie dla późniejszych lotów na Księżyc programu Apollo. Sonda miała badać przestrzeń międzyplanetarną pomiędzy Ziemią a Księżycem, a potem rozbić się o jego powierzchnię. Z powodu awarii rakiety nośnej, celu tego nie osiągnięto.

## Przebieg misji
Ranger 2 był testową sondą wysłaną ku Księżycowi. Z powodu awarii ostatniego członu Agena B, w którym usterka systemu żyroskopowego uniemożliwiła powtórne włączenie silnika, statek pozostał na okołoziemskiej orbicie parkingowej (odłączony od ostatniego członu). 20 listopada wszedł w atmosferę Ziemi ulegając zniszczeniu.

## Budowa i działanie
Statek był niemal identyczny jak Ranger 1.
Korpus statku miał kształt heksagonalny. Wykonany z aluminium. Do jego podstawy przymocowano dwa panele ogniw słonecznych o rozpiętości 5,2 metra. U spodu korpusu umieszczono talerzową antenę dużego zysku. Eksperymenty i podsystemy statku umieszczono w podstawie i w „wieży”. 
Energię elektryczną zapewniało 8680 ogniw słonecznych, ważąca 53,5 kg bateria srebrowo-cynkowa, oraz kilka mniejszych baterii na potrzeby poszczególnych przyrządów.
System utrzymywania położenia składał się z elektronicznego układu czasowego, czujników Słońca i Ziemi, żyroskopów oraz silniczków korekcyjnych.
Temperatura statku była utrzymywana metodami pasywnymi: pokrycia ze złotej folii, powierzchnie pomalowane białą farbą oraz wykonane z polerowanego aluminium.
System komunikacyjny sondy składał się z anteny dużego zysku, anteny dookólnej średniego zysku oraz dwóch nadajników: 0,25 watowego na częstotliwości 960,1 MHz, oraz 3 watowego pracującego na częstotliwości 960,05 MHz.

### Ładunek
- Teleskop w paśmie Lyman-alfa (105-135 nm)

Eksperyment został skonstruowany pod kątem zbadania zawartości wodoru w egzosferze. Składał się z teleskopu o parabolicznym lustrze i komory jonizacyjnej umieszczonej w ognisku optycznym. Teleskop osłonięty był cylindryczną powłoką chroniącą go od niepożądanego, rozproszonego światła. Przyrząd miał generować obrazy podobne do telewizyjnych, poprzez skanowanie widoku Ziemi. Jasność obrazu miała być proporcjonalna do ilości odebranego promieniowania Lyman-alfa. Napływające dane były niemożliwe do zinterpretowania ponieważ statek nie opuścił sąsiedztwa Ziemi, a zła orbita powodowała bardzo niestabilny lot niedoszłej sondy.
- Magnetometr

Oparty na oparach rubidu. Zamontowany w środku kuli o średnicy 33 cm, wykonanej z włókna szklanego. Zaprojektowany do pomiaru natężenia i kierunku pola magnetycznego w przestrzeni międzyplanetarnej, i do wykrywania fluktuacji przestrzennych i czasowych. Dookoła kuli zamontowane były dodatkowe cewki używane przy pomiarach. W czasie sekwencji pomiarowej przesyłano przez nie prądy o znanych wartościach. Odpowiednio dobrany rozkład prądu we wszystkich cewkach umożliwiał pomiar wielkości i kierunku pola magnetycznego w przestrzeni. Zakres czułości przyrządu wynosił od 0,05 do 105 nT, z rozdzielczością 0,05 nT. Pomiary miały zostać wykonane zarówno w ziemskim polu magnetycznym, jak i do odległości 6 promieni Ziemi. Eksperyment przesyłał dane przez cały czas trwania misji, jednak nieopuszczenie orbity okołoziemskiej przez statek uniemożliwiło wykonanie wszystkich założonych celów dla tego instrumentu.
- Analizator elektrostatyczny
- Detektor cząstek o średnich energiach
- Dwa potrójne teleskopy koincydencyjne
- Komora jonizacyjna dla promieniowania kosmicznego
- Detektor pyłu kosmicznego
- Liczniki scyntylacyjne do pomiarów słonecznych promieni X

## Galeria

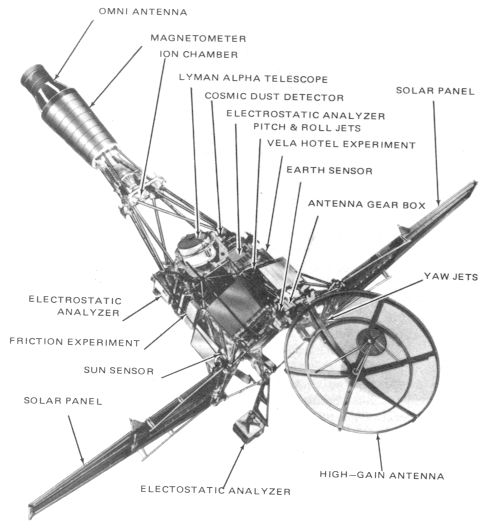
Rozmieszczenie przyrządów naukowych na pierwszej serii sond Ranger
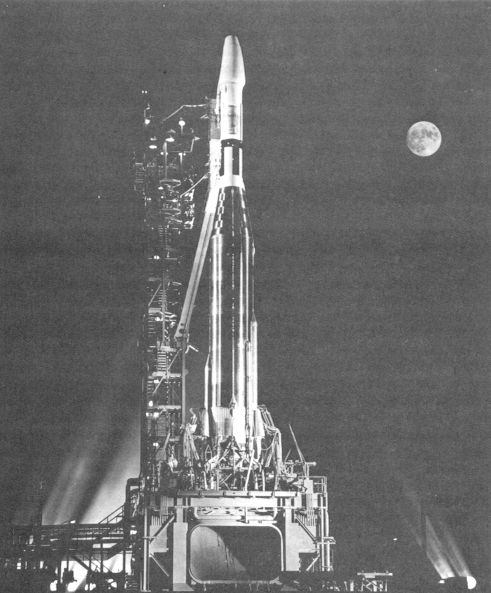
Rakieta Atlas Agena B z sondą Ranger 2 podczas odliczania do startu. W tle Księżyc w pełni
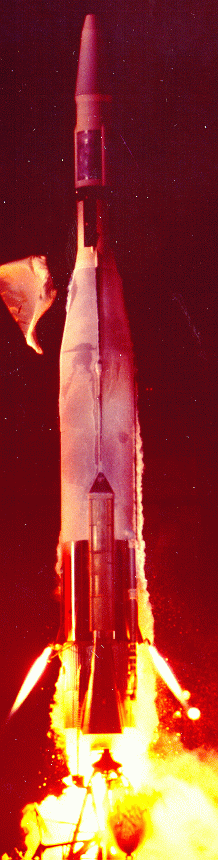
Start sondy Ranger 2, 18 listopada 1961